# MetroMorfose
Het project MetroMorfose is het project dat de in de jaren ’70 gebouwde stations van de Gaasperplaslijn en de Geinlijn (de zogenaamde Oostlijn) in Amsterdam van uiterlijk moet doen veranderen. In 2002 was er een proefproject op het station Ganzenhoef. Toen bleek dat het totale project twee keer zo veel zou gaan kosten als oorspronkelijk begroot, werd het stilgelegd.
Onder het nieuwe, afgeslankte project werd onder andere betegeling van de muren gerealiseerd (tegen graffiti), zou er meer licht op de stations komen en meer camera’s. Ook komen er bij de bovengrondse stations andere uitgangen en transparante windschermen om de zichtbaarheid van reizigers te vergroten. Het project zal zo’n 170 miljoen euro kosten.

## Programma
- Er werd begonnen met het renoveren van de tunnel van de Oostlijn in 2008. De sporen werden vernieuwd en de veiligheidsmaatregelen in de tunnel verbeterd.
- Alle bovengrondse stations van de Oostlijn werden vanaf 2007 gerenoveerd, met uitzondering van de stations Amstel, Bijlmer, Duivendrecht, Ganzenhoef, en Kraaiennest, die niet (meer) volgens het karakteristieke stationsontwerp van de Oostlijn gebouwd zijn. Deze werkzaamheden gingen bestaan uit het renoveren van verlichting, vloeren, funderingen en de overkappingen. De werkzaamheden moesten afgerond zijn in 2009.
- Ten slotte werd station Kraaiennest in het kader van de vernieuwing van de Bijlmer en de verlaging van de Karspeldreef enkele tientallen meters in noordelijke richting verplaatst. Dit project vond plaats tussen 2008 en 2010.